# Kartuša
| Ilustracija kartuše Ramzesa II. |  | Ilustracija kartuše Ramzesa II. |
| Ilustracija kartuše Ramzesa II. |  | Primjena kartuše u arhitekturi  |

Kartuša (od franc. cartouche, tal. cartoccio) u egiptologiji je četverokutni duguljasti oblik zaobljenih krajeva koji prikazuje uže, unutar kojega se nalazi faraonsko ime. Budući se vjerovalo da faraonska imena imaju posebnu moć, radilo se o nekom obliku zaštite. Jedino su faraoni mogli napisati ime u kartuši.
Kartušom se naziva i ornament oblika medaljona kojeg uokviruju volute. Ta se vrsta razvila u vremenu talijanske renesanse iz srednjovjekovnog oblika štita. Naročito su bile popularne u baroknoj arhitekturi i grafici.